# Podlodówka
Podlodówka (prononciation [pɔdlɔˈdufka]) est un village de la gmina d'Ułęż du powiat de Ryki dans la voïvodie de Lublin, situé dans l'est de la Pologne.
Il se situe à environ 8 kilomètres au nord-est d'Ułęż (siège de la gmina), 18 kilomètres à l'est de Ryki (siège du powiat) et 53 kilomètres au nord-ouest de Lublin (capitale de la voïvodie).

## Histoire
De 1975 à 1998, la gmina est attachée administrativement à l'ancienne voïvodie de Lublin.

Depuis 1999, elle fait partie de la nouvelle voïvodie de Lublin.